# Daniel King-Turner
Daniel King-Turner (* 15. Mai 1984 in Nelson) ist ein ehemaliger neuseeländischer Tennisspieler.

## Karriere
Daniel King-Turner spielte in seiner Karriere hauptsächlich auf der ATP Challenger Tour und der ITF Future Tour. Er feierte acht Einzel- und zehn Doppelsiege auf der Future Tour. Auf der Challenger Tour gewann er die Doppelturniere in Rimouski und Brisbane im Jahr 2007. Zum 23. Juni 2008 durchbrach er erstmals die Top 200 der Weltrangliste im Doppel und seine höchste Platzierung war ein 182. Rang im September 2008, während er im Einzel Platz 217 im Juli 2010 erreichte.
Sein Debüt auf der ATP World Tour gab er im Januar 2006 bei den Heineken Open in Auckland, wo er in der Einzelkonkurrenz eine Wildcard erhielt und in der ersten Runde des Hauptfeldes gegen Florian Mayer antrat. Er verlor die Partie in zwei Sätzen mit 2:6, 2:6. Erstmals in einer Doppelkonkurrenz trat er im Jahr 2004 ebenfalls bei den Heineken Open an der Seite von Matt Prentice auf. Sie verloren ihre Erstrundenpartie 3:6 und 4:6 gegen Mark Nielsen und Simon Rea.
Daniel King-Turner spielte zwischen 2005 und 2013 für die neuseeländische Davis-Cup-Mannschaft. In dieser trat er in 20 Begegnungen an, wobei er im Einzel eine Bilanz von 15:9 und im Doppel eine von 9:8 aufzuweisen hat.
Seine Rücktritt vom Profisport gab er 2013 bekannt.

## Erfolge
| Legende (Anzahl der Siege)                       |
| Grand Slam                                       |
| Tennis Masters Cup ATP World Tour Finals         |
| ATP Masters Series ATP World Tour Masters 1000   |
| ATP International Series Gold ATP World Tour 500 |
| ATP International Series ATP World Tour 250      |
| ATP Challenger Tour (2)                          |

### Doppel

#### Turniersiege
| Nr. | Datum            | Turnier  | Belag       | Partner       | Finalgegner                   | Ergebnis          |
| --- | ---------------- | -------- | ----------- | ------------- | ----------------------------- | ----------------- |
| 1.  | 28. Oktober 2007 | Rimouski | Teppich (i) | Robert Smeets | Brendan Evans Alberto Francis | 7:5, 6:77, [10:7] |
| 2.  | 2. Dezember 2007 | Brisbane | Hartplatz   | Rameez Junaid | Carsten Ball Adam Feeney      | 3:6, 7:63, [10:8] |